# 篠田和之
篠田 和之(しのだ かずゆき、1971年2月27日 - )は、日本のフリーアナウンサー。

## 来歴
栃木県立宇都宮高等学校、大学を卒業後、1993年に山陽放送にアナウンサーとして入社（同期は遠藤寛子、大橋里美）。ラジオを中心に活動する。
2001年に退社して栃木県に帰郷し、同年10月に松岡俊道の事務所である有限会社トシヴォイスに所属するフリーアナウンサーとして独立。とちぎテレビや栃木放送、CS放送を中心に様々な番組に出演。2017年2月27日付で個人事務所である「株式会社ラテールプロモーション」を設立し代表取締役に就任。引き続き、栃木県を拠点にアナウンス活動を続けている。

## 挿話
- 趣味はスポーツ観戦と鉄道全般、家事全般[4]で、高校野球やサッカーの試合中継で実況を行うこともある。
- 絶対音感をもっている。
- 山陽放送を退社した理由の一つとして、同局が加盟するTBS系列で手がけてきた全国高等学校ラグビーフットボール大会中継が2001年度限りで大幅に規模縮小され（住友グループがスポンサーを降りたことにより、翌年度から地上波テレビの中継が準決勝以降となる）、系列他局との交流や（全国中継での）大舞台の経験の機会が失われたことを挙げている[5]。

## 出演番組

### 現在の出演番組

#### テレビ
- ナイトニュース9（とちぎテレビ 2019年4月1日 - ) 月曜 - 火曜・金曜
- Jリーグ栃木SCホームゲーム中継（とちぎテレビ（スカパー!と兼任）DAZN中継2017年より）- スカパー!中継のオープニングでは「餃子とジャズとカクテルの街宇都宮市」とコメントするのが恒例。 「J2」の発音が特徴的である。
- 高校野球栃木大会中継（とちぎテレビ）
- B.LEAGUE中継（リーグ制作の公式映像。宇都宮ブレックスホームゲーム中心）

#### ラジオ
- ミキシング!（栃木放送 2023年4月1日～）火曜担当
- 栃木ブレックス実況中継（栃木放送）
- 栃木SC熱烈一押し生中継（栃木放送）

### 過去の出演番組
- そして明日は日曜日（山陽放送ラジオ）
- 児島競艇、丸亀競艇（山陽放送ラジオ）
- RSKスポーツジョッキー（山陽放送ラジオ）
- イブニング6 （とちぎテレビ 水 - 金）
- ニュースワイド21（とちぎテレビ 2010年4月5日 - 2016年4月1日）
- とちぎTVニュース (とちぎテレビ)
- J SPORTS STADIUM（オリックス・ブルーウェーブ主催ゲーム）（JSPORTS）
- テレバイダー（東京MXテレビ、とちぎテレビ・年末特番に出演）
- とちテレニュースLIFE（とちぎテレビ 2016年4月4日 - 2019年3月29日) 月曜 - 水曜
- accent（栃木放送 2018年4月2日 - 2023年3月31日）火曜担当